# Basterotia californica
Basterotia californica is een tweekleppigensoort uit de familie van de Basterotiidae. De wetenschappelijke naam van de soort is voor het eerst geldig gepubliceerd in 1950 door Durham.